# Catharina Fischbach
Catharina Fischbach, Vorname auch in der Schreibweise Katharina (* 27. September 1804 als Catharina Severin in Eschweiler, Département de la Roer; † 1872 in Kalkum, Landkreis Düsseldorf), war eine deutsche Historien- und Porträtmalerin der Düsseldorfer Schule.

## Leben
Catharina Fischbach war eine Tochter des seit 1824 in Düsseldorf ansässigen Buchbinders und Lithografen Johann Melchior Severin. Ihr Bruder war der Lithograf und Daguerreotypist Wilhelm Severin.
In den Jahren 1821 bis 1823 erhielt sie von Heinrich Christoph Kolbe und Lambert Cornelius, dem Bruder des Düsseldorfer Akademiedirektors Peter Cornelius, Privatunterricht in der Malerei, später bei Wilhelm Schadow. Bereits 1824 machte sie mit zwei religiösen Bildern öffentlich auf sich aufmerksam. Um 1825 eröffnete ihr Vater eine Buchbinderei in der Mittelstraße 23 in Düsseldorf, in der der spätere Landschaftsmaler Johann Wilhelm Schirmer als Buchbinder-Geselle arbeitete. Catharina machte Schirmer mit Malern der Kunstakademie Düsseldorf bekannt und erteilte dem zehnjährigen Andreas Achenbach Zeichenunterricht. 1836 heiratete sie den Juristen, Friedensrichter, Schriftsteller und das spätere Mitglied des preußischen Abgeordnetenhauses Peter Joseph Fischbach.  Das Paar lebte nach der Heirat bis 1839 in Aachen, lebte bis 1843 in Beaumarais bzw. Wallerfangen bei Saarlouis und zog dann nach Bensberg, wo sich Catharina als Porträtmalerin im Stil des Biedermeiers profilierte. Eines ihrer Bildnisse soll den Komponisten Felix Mendelssohn Bartholdy zeigen. Außerdem malte sie biblische Historien, insbesondere Altarbilder für Beaumarais, Bensberg (St. Nikolaus), Binsfeld, Düren (Marienkirche) und St. Gallen, ferner mythologische Szenen und literarisch inspirierte Landschaften. 1842 schuf sie das Bild Wanderer sehen, aus einem Walde tretend, den Kölner Dom in der Ferne. Friedrich Fischbach, einer ihrer fünf Söhne, wurde Dessinateur, Ornamentist, Textilhistoriker und Schriftsteller.
Porträts aus Fischbachs Œuvre finden sich im Roten Salon der Villa Zanders in Bensberg.